# Norskt björnbär
Norskt björnbär (Rubus nemoralis) är en rosväxtart som beskrevs av P. J. Müll.. Norskt björnbär ingår i släktet rubusar, och familjen rosväxter. Inga underarter finns listade i Catalogue of Life.